# Halaelurus lineatus
Halaelurus lineatus es una especie de peces de la familia Scyliorhinidae en el orden de los Carcharhiniformes.

## Morfología
• Los machos pueden llegar alcanzar los 56 cm de longitud total.

## Hábitat
Es un pez de mar y de clima subtropical que vive entre 0-290 m de profundidad.

## Alimentación
Come pequeños crustáceos, peces osteictioss y cefalópodo s.

## Distribución geográfica
Se encuentra desde Beira (Mozambique) hasta East London (Sudáfrica ).